# Saison 1935-1936 de l'AS Saint-Étienne
Chronologie
Saison précédente Saison suivante
Cet article traite de la saison 1935-1936 de l'AS Saint-Étienne.
Troisième saison consécutive en Division 2. Autre compétition de la saison, la Coupe de France

## Résumé de la saison
- L'ASSE commence donc sa troisième saison professionnelle en D2 composée cette année de 18 équipes.
- Les ambitions fortes du président ont permis des recrutements importants dont deux Vainqueurs de Coupe de France (1930 et 1933), la vedette internationale du Servette FC Ignace Tax et beaucoup d'autres.
- L'objectif semble plus que jamais la montée en D1.
- Ce sera cependant pour plus tard car là encore l'ASSE n'accède pas à la D1 en perdant son ultime match de la saison.
- C'est aussi cette année que né le du premier club de supporters de l'ASSE.
- La tribune Henri Point du Stade Geoffroy-Guichard, construite rue Henri Point voit sa construction s'achever et est fin prête pour recevoir les dirigeants du Groupe Casino.
- Photo de l'Équipe

## Équipe professionnelle

### Transferts
| Nom                 | Nationalité | Poste     | Transfert | Provenance/Destination | Division     |
| ------------------- | ----------- | --------- | --------- | ---------------------- | ------------ |
| Arrivées            |             |           |           |                        |              |
| Pierre Bouquet      |             | Gardien   | Transfert | CO Saint-Chamond       |              |
| Roger Rolhion       |             | Défenseur | Transfert | SO Montpellier         | Division 2   |
| Max Charbit         |             | Défenseur | Transfert | Olympique de Marseille | Division 1   |
| André Caraboeuf     |             | Milieu    | Transfert | -                      |              |
| Maurice Caron       |             | Défenseur | Transfert | CA Paris               | Division 2   |
| Roger Buchoux       |             | Milieu    | Transfert | Servette Genève        | Super League |
| Ignace Tax          |             | Attaquant | Transfert | Servette Genève        | Super League |
| Yvan Beck           |             | Attaquant | Transfert | Sète                   | Division 1   |
| Marcel Langillier   |             | Attaquant | Transfert | Red Star 93            | Division 1   |
| Emile Cabannes      |             | Attaquant | Transfert | -                      |              |
| Robert Varinier     |             | Attaquant | Transfert | -                      |              |
| Départs             |             |           |           |                        |              |
| René Gratian        |             | Gardien   | Transfert | -                      | -            |
| Laurent Henric      |             | Gardien   | Transfert | -                      |              |
| Marcel Capelle      |             | Défenseur | Transfert | Stade de Reims         | Division 1   |
| Lucien Magnon       |             | Milieu    | Transfert | -                      | -            |
| Georges Boulmier    |             | Milieu    | Transfert | -                      | -            |
| Janos Szeman        |             | Attaquant | Transfert | -                      | -            |
| Louis Saint-Georges |             | Attaquant | Transfert | -                      | -            |
| Georges Guillou     |             | Attaquant | Transfert | -                      | -            |
| Emile Chalvidan     |             | Attaquant | Transfert | SC Fives               | Division 1   |
| Frédéric Whoel      |             | Attaquant | Transfert | -                      | -            |
| Lucien Hartmann     |             | Attaquant | Transfert | -                      | -            |

### Championnat

#### Tableau récapitulatif des matchs

##### Matchs allers
| Date       | N o | Adversaire      | Lieu | Résultat | Buteurs pour Saint-Étienne   | Points |
| ---------- | --- | --------------- | ---- | -------- | ---------------------------- | ------ |
| 18/08/1935 | J01 | Reims           | Dom. | 6 - 1    | Odry , Tax , Beck , Polge    | 2      |
| 25/08/1935 | J02 | Le Havre AC     | Ext. | 3 - 1    | Polge                        | 2      |
| 01/09/1935 | J03 | FC Nancy        | Ext. | 0 - 2    | Beck 70e, Rolhion            | 4      |
| 08/09/1935 | J04 | SO Montpellier  | Dom. | 2 - 1    | Tax 34e (pen.) 37e           | 6      |
| 15/09/1935 | J05 | FCO Charleville | Ext. | 3 - 3    | Langillier 10e, Beck 11e     | 7      |
| 22/09/1935 | J06 | USL Dunkerque   | Dom. | 2 - 1    | Biechert ,Beck               | 9      |
| 29/09/1935 | J07 | US Boulogne     | Ext. | 3 - 0    | -                            | 9      |
| 13/10/1935 | J08 | CA Paris        | Ext. | 2 - 3    | Beck , Kowacs , Buchoux      | 11     |
| 20/10/1935 | J09 | SM Caen         | Dom. | 3 - 0    | Kowacs , Beck                | 13     |
| 01/11/1935 | J10 | RC Roubaix      | Dom. | 1 - 0    | Kowacs                       | 15     |
| 17/11/1935 | J11 | RC Lens         | Dom. | 3 - 0    | Polge 14e, Beck 26e, 65e     | 17     |
| 05/11/1935 | J12 | AS Villeurbanne | Dom. | 3 - 3    | Odry , Polge                 | 18     |
| 08/12/1935 | J13 | Amiens AC       | Ext. | 0 - 0    | -                            | 19     |
| 22/12/1935 | J14 | AS Troyes       | Dom. | 5 - 2    | Pasquini , Beck , Odry       | 21     |
| 26/12/1935 | J15 | FC Rouen        | Ext. | 5 - 0    | -                            | 21     |
| 29/12/1935 | J16 | RC Calais       | Ext. | 3 - 1    | Tax                          | 21     |
| 19/01/1936 | J17 | OGC Nice        | Dom. | 3 - 1    | Pasquini 15e 23e, Kowacs 30e | 23     |

##### Matchs retours
| Date       | N o | Adversaire      | Lieu | Résultat | Buteurs pour Saint-Étienne                  | Points |
| ---------- | --- | --------------- | ---- | -------- | ------------------------------------------- | ------ |
| 26/01/1936 | J18 | Reims           | Ext. | 1 - 2    | Beck 40e, Kowacs                            | 25     |
| 16/02/1936 | J19 | Le Havre AC     | Dom. | 4 - 0    | Cabannes 20e , Beck                         | 27     |
| 23/02/1936 | J20 | FC Nancy        | Dom. | 6 - 1    | Kovacs , Tax , Polge ,Cabannes              | 29     |
| 01/03/1936 | J21 | SO Montpellier  | Ext. | 0 - 1    | Kowacs                                      | 31     |
| 08/03/1936 | J22 | FCO Charleville | Dom. | 4 - 2    | Kowacs , Polge , Cabannes                   | 33     |
| 15/03/1936 | J23 | USL Dunkerque   | Ext. | 0 - 1    | Beck 25e                                    | 35     |
| 22/03/1936 | J24 | US Boulogne     | Dom. | 6 - 0    | Tax 23e, Favier -, Cabannes , Langillier    | 37     |
| 29/03/1936 | J25 | AS Villeurbanne | Ext. | 2 - 6    | Beck , Tax -, Cabannes                      | 39     |
| 05/04/1936 | J26 | CA Paris        | Dom. | 5 - 2    | Tax 10e 40e, Odry 43e, Pasquini , Cabannes  | 41     |
| 12/04/1936 | J27 | SM Caen         | Ext. | 3 - 1    | Cabannes 10e                                | 41     |
| 19/04/1936 | J28 | RC Roubaix      | Ext. | 1 - 2    | Langillier , Pasquini                       | 43     |
| 27/04/1936 | J29 | RC Calais       | Dom. | 2 - 2    | Beck , Cabannes                             | 44     |
| 03/05/1936 | J30 | RC Lens         | Ext. | 1 - 0    | -                                           | 44     |
| 10/05/1936 | J31 | Amiens AC       | Dom. | 6 - 2    | Beck 3e 10e 15e, Polge 13e, Tax , Lesieur - | 46     |
| 17/05/1936 | J32 | AS Troyes       | Ext. | 2 - 5    | Odry , Kowacs ,Langillier , Beck            | 48     |
| 24/05/1936 | J33 | FC Rouen        | Dom. | 4 - 1    | Beck 30e 60e, Tax 65e, Polge                | 50     |
| 31/05/1936 | J34 | OGC Nice        | Ext. | 1- 6     | Tax -, Langiliier , Kowacs , Beck           | 52     |

#### Classement final
| #  | Club                        | Joués | V  | N  | D  | bp:bc  | +/- | Points |
| -- | --------------------------- | ----- | -- | -- | -- | ------ | --- | ------ |
| 1  | FC Rouen                    | 34    | 25 | 4  | 5  | 119-33 | +86 | 54     |
| 2  | RC Roubaix                  | 34    | 23 | 6  | 5  | 98-40  | +58 | 52     |
| 3  | AS Saint-Étienne            | 34    | 24 | 4  | 6  | 99-49  | +50 | 52     |
| 4  | RC Lens                     | 34    | 17 | 10 | 7  | 72-43  | +29 | 44     |
| 5  | Amiens AC                   | 34    | 18 | 4  | 12 | 73-61  | +12 | 40     |
| 6  | SM Caen                     | 34    | 17 | 5  | 12 | 68-57  | +11 | 39     |
| 7  | RC Calais                   | 34    | 14 | 10 | 10 | 75-55  | +20 | 38     |
| 8  | SO Montpellier              | 34    | 15 | 7  | 12 | 54-46  | +8  | 37     |
| 9  | OGC Nice                    | 34    | 14 | 6  | 14 | 53-39  | +14 | 34     |
| 10 | CA Paris                    | 34    | 12 | 9  | 13 | 43-55  | +4  | 33     |
| 11 | Stade de Reims              | 34    | 15 | 3  | 16 | 62-74  | -16 | 33     |
| 12 | FCO Charleville             | 34    | 11 | 7  | 16 | 55-59  | -4  | 29     |
| 13 | AS Troyes                   | 34    | 11 | 5  | 18 | 66-69  | -3  | 27     |
| 14 | US Boulogne                 | 34    | 12 | 3  | 19 | 57-86  | -29 | 27     |
| 15 | USL Dunkerque               | 34    | 11 | 3  | 20 | 46-68  | -22 | 25     |
| 16 | Le Havre AC                 | 34    | 8  | 6  | 20 | 47-86  | -39 | 22     |
| 17 | Lyon Olympique Villeurbanne | 34    | 5  | 5  | 24 | 40-99  | -59 | 15     |
| 18 | FC Nancy                    | 34    | 3  | 5  | 26 | 33-122 | -89 | 11     |
| 19 | SC Nîmes                    | 0     | 0  | 0  | 0  | 0-0    | 0   | 0      |

# position ; V victoires ; N match nuls ; D défaites ; bp:bc buts pour et buts contre
 Victoire à 2 points
- L'ASSE rate la montée en D1 à la dernière journée et reste donc en D2.

### Coupe de France

#### Tableau récapitulatif des matchs
| Date       | N o   | Adversaire  | Lieu  | Résultat | Buteurs pour Saint-Étienne                  | Suite                   |
| ---------- | ----- | ----------- | ----- | -------- | ------------------------------------------- | ----------------------- |
| 25/11/1935 | 1/64e | Chambéry    | Dom.  | 9 - 1    | Kowacs , Tax , Pasquini , Beck , Langillier | Qualifiés pour les 32es |
| 15/12/1935 | 1/32e | Valentigney | Dom.  | 5 - 2    | Beck , Polge , Langillier                   | Qualifiés pour les 16e  |
| 05/01/1936 | 1/16e | Boulogne    | Dom.  | 3 - 1    | Beck 21e 85e, inconnu 76e (csc)             | Qualifiés pour les 8e   |
| 02/02/1936 | 1/8e  | SC Fives    | Nancy | 3 - 1    | Beck 7e                                     | Éliminés                |

### Statistiques

#### Buteurs
| Place | Nom               | Division 2 | Coupe de France | TOTAL des BUTS |
| 1     | Yvan Beck         | 25 buts    | 7 buts          | 32 buts        |
| 2     | Ignace Tax        | 14 buts    | 2 buts          | 16 buts        |
| 3     | Albert Polge      | 12 buts    | 2 buts          | 14 buts        |
| 4     | Lazlo Kovacs      | 13 buts    | 1 but           | 14 buts        |
| 5     | Marcel Langillier | 7 buts     | 3 buts          | 10 buts        |
| 6     | Roger Pasquini    | 7 buts     | 2 buts          | 9 buts         |
| 7     | Emile Cabannes    | 8 buts     | -               | 8 buts         |
| 8     | Ferenc Odry       | 5 buts     | -               | 5 buts         |
| 9     | Roger Rolhion     | 1 but      | -               | 1 but          |
| 9     | Joseph Biechert   | 1 but      | -               | 1 but          |
| 9     | Roger Buchoux     | 1 but      | -               | 1 but          |
| #     | contre son camp   | 2 buts     | 1 but           | 3 buts         |
| Total | 11 buteurs        | 96 buts    | 18 buts         | 116 buts       |

Date de mise à jour : le 2 septembre 2014.

#### Affluences
- Moyenne d'affluence à domicile : + de 4 000 spectateurs
- Record d'affluence à domicile : 9 612 spectateurs